# Siamodon nimngami
Siamodon nimngami es la única especie conocida del género extinto Siamodon de dinosaurio ornitópodo iguanodontiano que vivió a mediados del período Cretácico durante el Aptiense, hace aproximadamente entre 120 a 113 millones de años durante el Aptiense, en lo que es hoy Asia. 

## Descripción
El siamodon muestra una combinación de rasgos plesiomórficos y apomórficos, incluido un maxilar con forma de triángulo isósceles, con la apófisis dorsal ubicada aproximadamente a la mitad de la longitud del hueso. Una fuerte protuberancia longitudinal en la superficie medial del maxilar. Al menos 25 dientes maxilares, que tienen una cresta primaria mediana prominente y una cresta subsidiaria corta y débil o ninguna cresta subsidiaria, y dentículos mamilados en los márgenes de la corona. El maxilar mide 230 milímetros de largo y tiene una altura de 100 milímetros. La altura del diente aislado es de unos 25-28 milímetros y el ancho es de unos 14-17 milímetros.
Siamodon se diferencia de los iguanodontidos más basales, como Iguanodon y formas estrechamente relacionadas, en la morfología de sus dientes maxilares, que son más estrechos y tienen una fuerte cresta primaria mediana, a veces acompañada de una cresta subsidiaria débil, en lugar de una cresta primaria distalmente desplazada y varias crestas subsidiarias, y el ápice del maxilar está en una posición más posterior. Su maxilar difiere del de los hadrosáuridos en el área articular del yugal, con forma de una apófisis yugal en forma de lengüeta. Mientras que en los hadrosáuridos, el extremo anterior expandido del yugal contacta y se superpone a una gran área de sutura en el maxilar.

## Descubrimiento e investigación
Siamodon es conocido a partir del holotipo PRC-4, un maxilar izquierdo bien preservado y de los materiales referidos PRC-5, un diente maxilar aislado y PRC-6, un neurocráneo. Fue recuperado del sitio Ban Saphan Hin, en la provincia Nakhon Ratchasima del noreste de Tailandia, en sedimentos de la Formación Khok Kruat , que data de la etapa Aptiana del Cretácico Inferior tardío, hace unos 125 a 113 millones de años. Fue descrito y nombrado por Eric Buffetaut y Varavudh Suteethorn en 2011 y la especie tipo es Siamodon nimngami. El nombre genérico se deriva de Siam, el antiguo nombre de Tailandia y odous, del griego para «diente». El nombre específico honra a Witaya Nimngam, quien donó los especímenes a los autores.

## Clasificación
La combinación de caracteres que se ven en el maxilar de Siamodon nimngami indica que pertenece a un grupo de Iguanodontia más derivados que Iguanodon pero basales a Hadrosauridae. Puede estar estrechamente relacionado con Probactrosaurus de China, pero difieren en el número de posiciones de los dientes.